# Demetrio de Alejandría (atleta)
Demetrio de Alejandría (en griego antiguo: Δημήτριος Ἀλεξανδρεὺς, siglo III a. C.) fue un atleta olímpico de la Antigüedad nacido en Alejandría.
Resultó ganador de la carrera a pie del estadio (la longitud de un estadio eran aproximadamente 192 m) durante los 138.º Juegos Olímpicos en el 228 a. C. 
Eusebio de Cesarea lo menciona en su libro Crónica como campeón olímpico.